# 2-Chlorheptan
2-Chlorheptan ist eine chemische Verbindung der Gruppe der chlorierten Kohlenwasserstoffe.

## Gewinnung und Darstellung
2-Chlorheptan kann durch Reaktion von 1-Hepten mit Chlorwasserstoff und Eisen(III)-chlorid als Katalysator bei 70 °C gewonnen werden.

## Eigenschaften
2-Chlorheptan ist eine farblose Flüssigkeit, die praktisch unlöslich in Wasser ist.

## Verwendung
2-Chlorheptan kann zur Herstellung von Polymeren verwendet werden.